# LIVE TOUR 2021「BIG MOUTH, NO GUTS!!」
『LIVE TOUR 2021「BIG MOUTH, NO GUTS!!」』（ライブ・ツアー・にせんにじゅういち ビッグ・マウス ノー・ガッツ）は、桑田佳祐のライブ・ビデオ。2022年4月6日にDVDとBlu-rayで発売。発売元はタイシタレーベル / JVCケンウッド・ビクターエンタテインメント / SPEEDSTAR RECORDS。

## 背景
2021年9月に発売されたミニアルバム『ごはん味噌汁海苔お漬物卵焼き feat. 梅干し』を引っ提げ、4年ぶりに有観客アリーナツアーを開催した。その中でさいたまスーパーアリーナ公演を映像化した作品。本作に収録された内容は特別編集となっており、ボーナストラックとして、宮城セキスイハイムスーパーアリーナで披露された「明日へのマーチ」とさいたまスーパーアリーナで披露された「悲しきプロボウラー」が収録されている。

## リリース
Blu-rayとDVDと共に通常盤と完全生産限定盤の計4形態で発売され、完全生産限定盤にはボーナスディスクとしてツアーの裏側を克明に記録し続けたドキュメンタリー映像「Documentary of BIG MOUTH, NO GUTS!!」が収録される。さらに桑田の「舞台（ステージ）からの光景が本当に感動的で、ぜひとも皆様にも見ていただきたい」という案で横浜アリーナ公演から5曲を厳選した「Live at 横浜アリーナ “Your Smile（あなたの笑顔）” Edition」が収録され、会場に設置したカメラに加え、桑田目線のカメラやステージ上にもカメラを数台配置して撮影されたライブ映像となっている。他には44ページに及ぶスペシャルブックレット『ご当地 LADY BLUES in BIG MOUTH, NO GUTS!! Special Booklet』が付属し、各ご当地ヴァージョンとしてツアー全箇所で歌詞を替えて披露した「OSAKA LADY BLUES〜大阪レディ・ブルース～」の歌詞が、各地のツアーフォトとあわせて全10箇所分掲載されている。
通常盤と完全生産限定盤の両方にボーナストラックとして「SMILE〜晴れ渡る空のように〜」のライブMVも収録されることが発表された。このライブMVは横浜アリーナ公演の映像を桑田目線のカメラ映像も交えながら編集して制作された映像で桑田のYouTubeチャンネルにて公開されていた。YouTubeへの公開後にSNSなどで反響があったことから収録されることとなった。

## プロモーション
ライブで披露された「金目鯛の煮つけ」の映像が2022年2月18日に自身のYouTubeチャンネルにて公開された。映像は、楽曲の世界観を映像化したような温かい雰囲気のアニメーションをバックにして披露している。
2022年4月2日には完全生産限定盤の特典として収録されたドキュメンタリー映像「Documentary of BIG MOUTH, NO GUTS!!」が北海道・東京・愛知・大阪・福岡の5都市にある映画館で上映された。

## ライブ

### スケジュール
- 2021年9月18日・19日 宮城セキスイハイムスーパーアリーナ
- 2021年9月25日・26日 愛媛県武道館
- 2021年10月1日・2日 朱鷺メッセ・新潟コンベンションセンター
- 2021年10月8日・9日 広島グリーンアリーナ
- 2021年10月20日・21日 マリンメッセ福岡 A館
- 2021年10月30日・31日 真駒内セキスイハイムアイスアリーナ
- 2021年11月10日・11日 大阪城ホール
- 2021年11月20日・21日 さいたまスーパーアリーナ
- 2021年12月4日・5日 ガイシスポーツプラザ
- 2021年12月30日・31日 横浜アリーナ

### エピソード
コロナ禍の中で実施するライブのため新型コロナウイルス感染拡大の状況に応じて、政府・自治体・各会場が定めるガイドラインに基づく規制のもと開催された。人と人との接触を極力避けるため、全て電子チケットのみの取り扱いとなり、公演当日は歓声NG、マスク着用など感染対策の徹底が観客にも求められた。このような状況下で成功させた為「奇跡のツアー」とも呼称されている。

## チャート成績
2022年4月18日付のオリコン週間DVDランキングとBlu-ray Discランキングで、DVDが初週1.5万枚、BDが初週2.9万枚を売り上げ、両方で初登場1位を獲得した。音楽作品のDVDとBDを合算した週間ミュージックDVD・BDランキングでは初週4.4万枚で初登場1位となり、2018年1月に発売した『MVP』以来となる通算3作目の映像3部門同時1位を獲得した。
同日付のオリコン週間DVDランキングでは66歳2か月で1位を獲得したことで、ソロアーティストによる「DVD1位歴代最年長」の記録が歴代3位となった。

## 収録曲

### 共通
- カッコ内は初版発売年。

1. それ行けベイビー!!（2011年）
2. 君への手紙（2016年）
3. 炎の聖歌隊 ［Choir］（2021年）
4. 男達の挽歌（2007年）
5. 本当は怖い愛とロマンス（2010年）
6. 若い広場（2017年）
7. 金目鯛の煮つけ（2021年）
8. SAITAMA LADY BLUES～埼玉レディ・ブルース～[注 2]
9. エロスで殺して (ROCK ON)（1994年）
10. さすらいのRIDER（2021年）
11. 月光の聖者達（2011年）
12. どん底のブルース[注 3]（2002年）
13. 東京（2002年）
14. 鬼灯（2021年）
15. 遠い街角 (The wanderin' street)（1988年）
16. SMILE〜晴れ渡る空のように〜（2021年）
17. Soulコブラツイスト〜魂の悶絶（2021年）
18. Yin Yang（2013年）
19. 大河の一滴（2016年）
20. スキップ・ビート (SKIPPED BEAT)（1986年）
KUWATA BANDの楽曲。
21. 悲しい気持ち (JUST A MAN IN LOVE)（1987年）

ENCORE
1. 真夜中のダンディー（1993年）
2. オアシスと果樹園（2017年）
3. 愛の奇跡（1968年）
ヒデとロザンナのカバー。
4. 波乗りジョニー（2001年）
5. 祭りのあと（1994年）

ボーナストラック
1. 明日へのマーチ（Live at 宮城・セキスイハイムスーパーアリーナ）（2011年）
2. 悲しきプロボウラー（Live at さいたまスーパーアリーナ）（2020年）
桑田佳祐＆The Pin Boysの楽曲。
3. SMILE〜晴れ渡る空のように〜（Live Music Video）

### BONUS DISC
※完全生産限定盤のみ付属。
- Documentary of BIG MOUTH, NO GUTS!!
- Live at 横浜アリーナ “Your Smile（あなたの笑顔）” Edition

1. 炎の聖歌隊 ［Choir］
2. Soulコブラツイスト～魂の悶絶
3. 悲しい気持ち（JUST A MAN IN LOVE）
4. 祭りのあと
5. 新 YOKOHAMA LADY BLUES～新・横浜レディ・ブルース～

## 参加ミュージシャン
- 桑田佳祐（Vocal, Guitar）
- 斎藤誠（Guitar）
- 中シゲヲ（Guitar）
- 片山敦夫（Keyboards）
- 深町栄（Keyboards）
- 角田俊介（Bass）
- 鶴谷智生（Drums）
- TIGER（Chorus）
- 田中雪子（Chorus）
- 山本拓夫（Sax）
- 菅坡雅彦（Trumpet）
- 角谷仁宣（Synth & Programming）

## 動画関連
- 桑田佳祐 – 4月6日LIVE Blu-ray & DVD『LIVE TOUR 2021「BIG MOUTH, NO GUTS!!」』リリース決定！ - YouTube
- 桑田佳祐 – 4月6日リリース Blu-ray & DVD『LIVE TOUR 2021「BIG MOUTH, NO GUTS!!」』限定盤特典に横浜アリーナ公演5曲のライブ映像追加収録決定！ - YouTube
- 桑田佳祐 – 金目鯛の煮つけ『LIVE TOUR 2021「BIG MOUTH, NO GUTS!!」』 - YouTube
- 桑田佳祐 – SMILE〜晴れ渡る空のように〜（Live Music Video） - YouTube